# 能取站

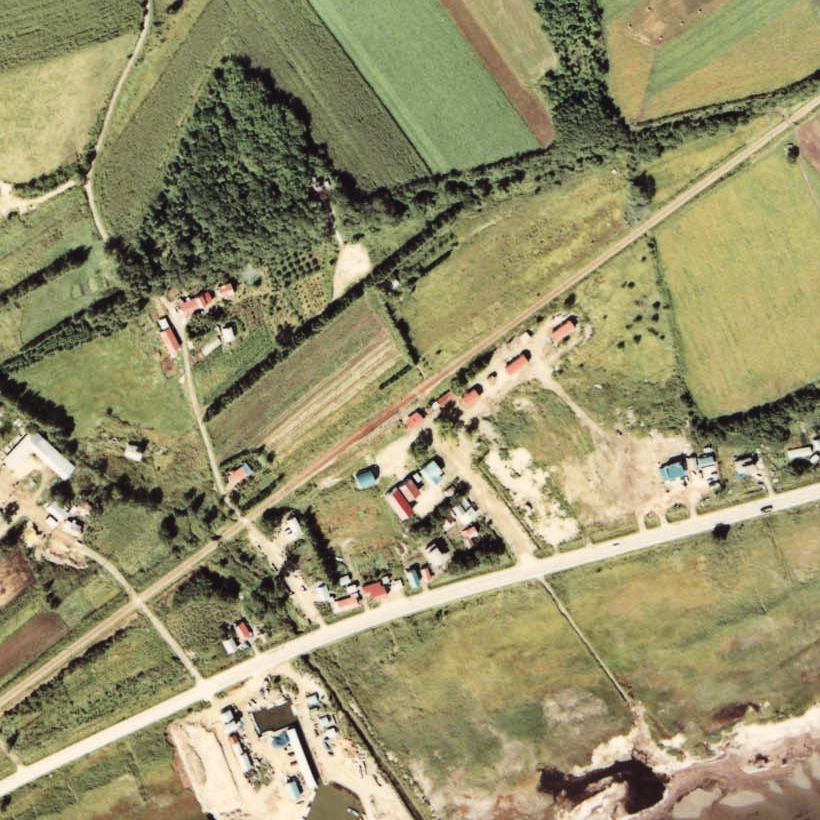
1977年的能取站與方圓約500米範圍。左下方是網走方向。下邊可看見能取湖和港口。後方可看見島狀的1面1線單式月台，車站大樓前設有貨物起卸線。車站後方的本線外邊還有副本線。當時隨著車站無人化，使站內只剩下單式月台。車站大樓使用木製，後年更換為簡易型大樓。

能取站（日语：／ Notoro eki */?）是位於北海道網走市字能取，日本國有鐵道（國鐵）的湧網線車站（廢站）。隨著湧網線廢線，車站在1987年（昭和62年）3月20日廢除。

## 歷史
- 1936年（昭和11年）10月10日 - 鐵道省湧網東線卯原內站至常呂站之間開通，此站啟用[1]。當時為一般車站[1]。
- 1949年（昭和24年）6月1日 - 日本國有鐵道成立，成為日本國有鐵道車站。
- 1953年（昭和28年）10月22日 - 佐呂間站至下佐呂間站（後來為濱佐呂間站）之間開通。中湧別站至網走站間全線開通。路線名稱改名為湧網線。
- 1963年（昭和38年）4月1日 - 結束處理貨物[1]。
- 1972年（昭和47年）2月8日 - 結束處理行李[3]。同時成為無人車站[4]。
- 1987年（昭和62年）3月20日 - 湧網線全線廢除，此站也廢除[1]。

## 車站構造
截至車站廢除前，車站是一座地面車站，設有1面1線的島式月台（只使用單邊）。月台位於路軌東邊（網走方向的列車會開啟左邊車門）。此站沒有轉轍器。
此站是無人車站。在有人車站時代車站大樓曾進行翻新。大樓與興濱北線的斜內站和豐牛站同款。車站大樓使用預製組件建成。大樓在站內東邊，鄰接月台。另外，截至1983年（昭和58年），站內還有不再使用的貨物月台，後來被網走市收購後建設了公園。
站前設有迷你公園。

## 站名的由來
車站名稱取自當地地名。地名源自阿伊努語的「ノトロ」（岬之場所）。

## 車站周邊
- 國道238號（日语：国道238号）（鄂霍次克國道）[8]
- 北海道道1087號網走常呂單車徑線（日语：北海道道1087号網走常呂自転車道線） - 使用湧網線廢線遺址用作單車行人專用道路（日语：自転車歩行者専用道路）。
- 能取漁港
- 能取湖 - 車站東南方約0.3公里[5]。
- 能取原生花園 - 海蓬子、玫瑰、菖蒲、黑百合、山柳菊群生地[8]。
- 網走巴士（日语：網走バス）「能取」巴士站

## 現況

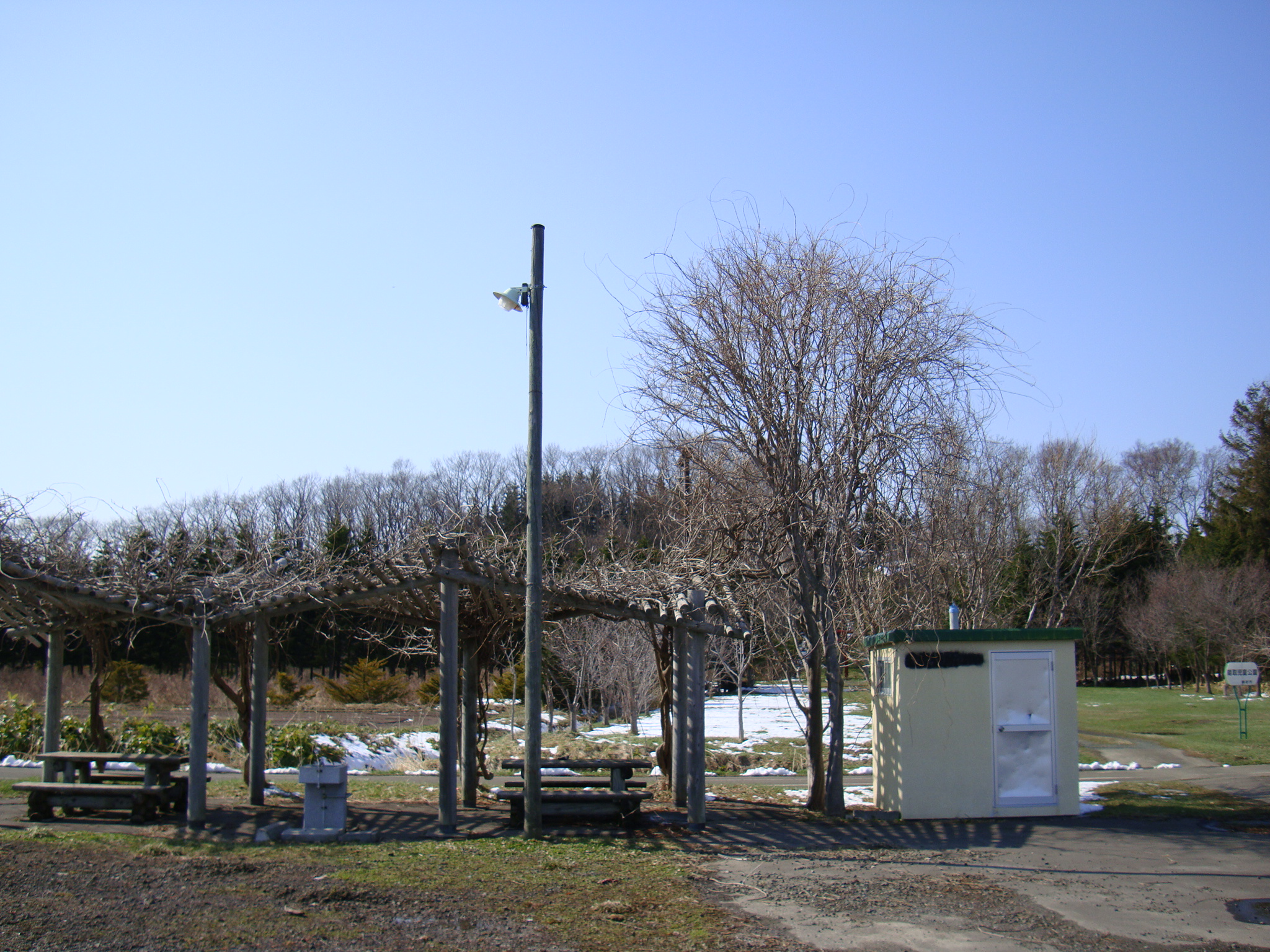
車站遺址

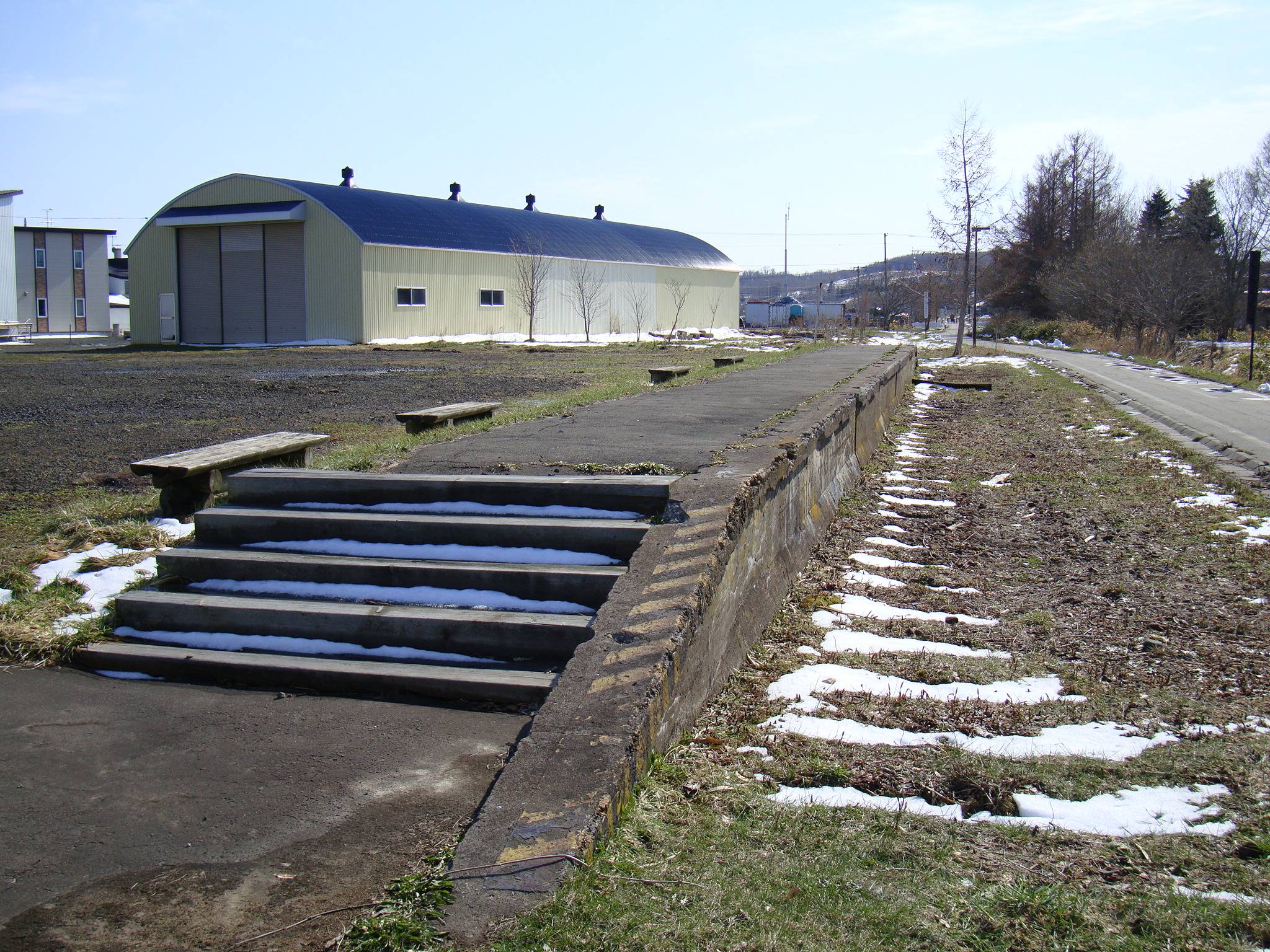
月台遺址

舊站地段由網走市進行發展，並使用改造補助金。廢站與卯原內站都建設了交通公園。車站大樓後來被撤走。月台和路軌還存在，並展出了國鐵舊型客車SuHaFu42形SuHaFu42 510。截至1999年（平成11年）也是同樣，而SuHaFuフ42車體繼續老化。
卯原内站遺址在國道旁，當該的車輛可方便進行重塗等維護作業。而此站的遺址位於國道後方，因此較少人進行維護作業，並且維護作業（重塗）在戶外進行。隨著客車老化，在2006年（平成18年）把客車和路軌撤走。截至2009年（平成21年）4月，遺址變成了「能取兒童公園」，在一角設有月台和路基遺蹟。截至2010年（平成22年）也是同樣，月台快將倒塌的樣子。車站大樓遺址在2001年（平成13年）變成空地，並建設了門球場。
車站遺址附近的路軌遺址建設了單車行人專用道路，道路名稱為北海道道1087號網走常呂單車徑線。

## 相鄰車站
日本國有鐵道
湧網線 
常呂－能取－北見平和
在此站與常呂站之間曾經設有常呂港臨時乘降場，在此站與北見平和站之間曾經設有中能取臨時乘降場。兩座臨時乘降場在1956年（昭和31年）1月7日啟用，於1972年（昭和47年）2月8日廢除。

## 注腳
1. 1 2 3 4 5 6  石野哲（編）. . JTB. 1998: 916. ISBN 978-4-533-02980-6 （日语）.
2. ↑  1952年航空照片（日語）（國土地理院 地圖、航空相片參閱服務）
3. ↑  . 官報. 1972-02-08 （日语）.
4. 1 2  . 鐵道公報 (日本國有鐵道總裁室文書課). 1972-02-08: 2 （日语）.
5. 1 2 3 4 5  宮脇俊三 (编). . 原田勝正. 小學館. 1983-7: 162. ISBN 978-4093951012 （日语）.
6. 1 2 3  本久公洋. . 北海道新聞社. 2011-9: 105. ISBN 978-4894536128 （日语）.
7. ↑  太田幸夫. . 富士Comtem. 2004-2: 170. ISBN 978-4893915498 （日语）.
8. 1 2  . 地勢堂. 1980-3: 46 （日语）.
9. 1 2  宮脇俊三 (编). . JTB Can Books. JTB出版. 1999-3: 30. ISBN 978-4533031502 （日语）.
10. ↑  今尾惠介 (编). . JTB出版. 2010-3: 51–52. ISBN 978-4533078583 （日语）.
11. ↑  今尾惠介 (编). . JTB出版. 2010-3: 215. ISBN 978-4533078583 （日语）.